# Carl Heinrich Krauß
Heinrich Krauß (* 1. September 1812 in Insterburg; † 19. Januar 1849 in Tilsit) war ein deutscher Gymnasiallehrer für Mathematik.

## Leben
Krauß besuchte in Gumbinnen die Bürgerschule und die Friedrichsschule, von der er Michaeli 1831 mit dem Abitur abging. Wie viele Abiturienten seines Gymnasiums renoncierte er noch im Wintersemester 1831/32 bei der Corpslandsmannschaft Littuania. Seit Ostern 1832 als stud. phil. an der Albertus-Universität Königsberg immatrikuliert, studierte er Mathematik. Das Studium beendete er Michaeli 1836. In den Blättern der Erinnerung (Schmiedeberg) ist ein studentisches Porträtaquarell von „Doller“ (so sein Kneipname) erhalten; es datiert vom 10. August 1837.
Ostern 1837 bestand er das Examen pro facultate docendi. Das Probejahr absolvierte er 1837/38 am Kgl. Gymnasium Tilsit. Nach einem freiwilligen weiteren Jahr wurde er Michaeli 1839 an die neue höhere Bürgerschule in Tilsit berufen. Er starb als 2. Oberlehrer mit 36 Jahren.

## Programm-Abhandlungen
- Zur Theorie der Parallelen. Tilsit 1844[4] (Digitalisat)
- Ansichten und Erfahrungen über den mathematischen Unterricht. Tilsit 1848[4] Digitalisat